# 6225 Hiroko
A 6225 Hiroko (ideiglenes jelöléssel 1981 EK12) a Naprendszer kisbolygóövében található aszteroida. Schelte J. Bus fedezte fel 1981. március 1-én.